# Les Magouilleurs
Pour plus de détails, voir Fiche technique et Distribution.
Les Magouilleurs (Penn and Teller Get Killed) est un film américain réalisé par Arthur Penn, sorti en 1989.

## Fiche technique
- Titre français : Les Magouilleurs
- Titre original : Penn and Teller Get Killed
- Réalisation : Arthur Penn
- Scénario : Penn et Teller
- Photographie : Jan Weincke
- Montage : Jeffrey Wolf
- Musique : Paul Chihara
- Pays d'origine :  États-Unis
- Genre : comédie
- Durée : 89 minutes
- Date de sortie : 22 septembre 1989

## Distribution
- Penn Jillette : Penn (as Penn)
- Teller : Teller
- Caitlin Clarke : Carlotta / Officer McNamara
- David Patrick Kelly : le fan
- Leonardo Cimino : Ernesto
- Jon Cryer : Garçon
- Christopher Durang : Jesus Freak
- Camille Saviola : garde de l'aéroport
- Paul Calderon : Juan
- James Randi
- Marilyn Cooper
- Robert LaSardo
- Tom Sizemore
- Reg E. Cathey